# William Carvalho
William Silva de Carvalho (ur. 7 kwietnia 1992 w Luandzie) – portugalski piłkarz angolskiego pochodzenia występujący na pozycji pomocnika w hiszpańskim klubie Real Betis oraz w reprezentacji Portugalii.

## Kariera klubowa
William urodził się w angolskiej Luandzie, jednak, gdy był jeszcze niemowlakiem, jego rodzina przeniosła się do Portugalii. W wieku 13 lat trafił do akademii piłkarskiej Sportingu, gdzie przechodził przez kolejne szczeble juniorskie. 3 kwietnia 2011 zadebiutował w barwach pierwszego zespołu, występując przez 6 minut w zremisowanym 1:1 spotkaniu ligowym z Vitórią. Latem 2011 został wypożyczony do trzecioligowej wówczas Fátimy.
Drugą część sezonu 2011/12, także na zasadzie wypożyczenia, spędził w belgijskim Cercle Brugge. Do Sportingu powrócił przed rozpoczęciem rozgrywek 2013/14 i z miejsca zdobył zaufanie nowego szkoleniowca Leonardo Jardima.
27 października 2013 William zdobył swoją pierwszą bramkę dla Sportingu. Stało się to podczas przegranego 1:3 spotkaniu z FC Porto.

## Kariera reprezentacyjna
Pierwsze spotkanie w barwach reprezentacji Portugalii do lat 21 William rozegrał 15 października 2012. Wówczas Portugalia przegrała 0:1 w towarzyskim spotkaniu z Ukrainą. W sumie zdobył dwie bramki dla kadru U-21, obie podczas eliminacji do Mistrzostw Europy do lat 21 2015. Pierwszą z rzutu karnego podczas wygranego 5:1 meczu z Norwegią, zaś drugą w wygranym 3:0 spotkaniu z Izraelem.
W listopadzie 2013 selekcjoner Paulo Bento po raz pierwszy powołał Williana do seniorskiej reprezentacji Portugalii na dwumecz barażowy do Mistrzostw Świata 2014 ze Szwecją. Zadebiutował w niej 19 listopada, podczas drugiego, wygranego 3:2 spotkania, zastępując w 73. minucie Raula Meirelesa.

## Statystyki kariery
(aktualne na koniec sezonu 2022/2023)
| Klub                 | Sezon              | Liga               | Liga  | Liga   | Puchar kraju | Puchar kraju | Puchar ligi | Puchar ligi | Europa | Europa | Suma  | Suma   |
| Klub                 | Sezon              | Liga               | Mecze | Bramki | Mecze        | Bramki       | Mecze       | Bramki      | Mecze  | Bramki | Mecze | Bramki |
| -------------------- | ------------------ | ------------------ | ----- | ------ | ------------ | ------------ | ----------- | ----------- | ------ | ------ | ----- | ------ |
| Sporting CP          | 2010/11            | Primeira Liga      | 1     | 0      | 0            | 0            | 0           | 0           | 0      | 0      | 1     | 0      |
| Fátima (wyp.)        | 2011/12            | Segunda Divisão    | 13    | 3      | 0            | 0            | –           | –           | –      | –      | 13    | 3      |
| Cercle Brugge (wyp.) | 2011/12            | Eerste klasse      | 20    | 1      | 0            | 0            | –           | –           | –      | –      | 20    | 1      |
| Cercle Brugge (wyp.) | 2012/13            | Eerste klasse      | 28    | 2      | 4            | 0            | –           | –           | –      | –      | 32    | 2      |
| Sporting CP          | 2013/14            | Primeira Liga      | 29    | 4      | 1            | 0            | 3           | 0           | –      | –      | 33    | 4      |
| Sporting CP          | 2014/15            | Primeira Liga      | 30    | 1      | 5            | 0            | 0           | 0           | 7      | 0      | 42    | 1      |
| Sporting CP          | 2015/16            | Primeira Liga      | 27    | 2      | 3            | 1            | 0           | 0           | 5      | 0      | 35    | 3      |
| Sporting CP          | 2016/17            | Primeira Liga      | 32    | 2      | 3            | 0            | 2           | 0           | 6      | 0      | 43    | 2      |
| Sporting CP          | 2017/18            | Primeira Liga      | 24    | 1      | 1            | 0            | 4           | 0           | 9      | 0      | 38    | 1      |
| Real Betis           | 2018/19            | Primera División   | 30    | 0      | 6            | 0            | –           | –           | 7      | 0      | 43    | 0      |
| Real Betis           | 2019/20            | Primera División   | 13    | 0      | 0            | 0            | –           | –           | 0      | 0      | 13    | 0      |
| Real Betis           | 2020/21            | Primera División   | 27    | 2      | 3            | 0            | –           | –           | 0      | 0      | 30    | 2      |
| Real Betis           | 2021/22            | Primera División   | 33    | 2      | 8            | 2            | –           | –           | 8      | 0      | 49    | 4      |
| Real Betis           | 2022/23            | Primera División   | 33    | 3      | 7            | 0            | –           | –           | 7      | 0      | 47    | 3      |
| Ogólnie w karierze   | Ogólnie w karierze | Ogólnie w karierze | 329   | 22     | 38           | 3            | 9           | 0           | 46     | 0      | 424   | 25     |